# Mellan Stenarna och Ön
Mellan Stenarna och Ön är en fjärd i Finland. Den ligger i landskapet Österbotten, i den västra delen av landet, 400 km nordväst om huvudstaden Helsingfors.
Fjärden ligger just mellan ”Stenarna” (Söderstenarna) och ”Ön” (Bergön) i Malax kommun. 